# Avá-Guarani
Avá-Guarani (Avá Guarani), pleme američkih Indijanaca porodice Tupian nastanjeno u južnobrazilskoj državi Paraná, na rezervatima Terra Indígena Avá Guarani/Ocoí i Terra Indígena Tekohá Anetete u općini São Miguel do Iguaçu. U vrijeme španjolske kolonizacije oni su živjeli u blizini slapova Foz do Iguazu, otkuda su kasnije preseljeni u Sao Miguel do Iguazu.